# おにゃのこ (漫画)
『おにゃのこ』（onyanoco）は、近江のこによる日本の漫画作品。『クラブサンデー』（小学館）にて、2012年4月27日より連載が開始。2012年9月16日以降クラブサンデーがニコニコ静画とコラボした『クラブサンデーぷらす』においても、1粒目から順に掲載が開始された。同じくニコニコ静画の「おにゃのこ販促部」にて番外編が掲載された他、作者自身による同人誌なども頒布された。単行本は全4巻。

## あらすじ
主人公の少年・桃 太郎は困ってる人を見るとついつい助けてしまうお人好し。そんな太郎のことを桃太郎の子孫だと信じる妹・生美は、（おとぎ話の）桃太郎が倒した鬼たちが再び押し寄せてくると思い込んでいる。地獄に行けば、鬼が押し寄せてくるのを待たずとも鬼退治ができると考えた生美は太郎に石を投げ地獄に送ろうとしたが、それを避けようとした太郎は電柱に頭をぶつけて気絶してしまう。
太郎が目を覚ますとそこは見覚えのない場所で、近くにいた女性に話しかけてみると、ここが地獄だという事実を聞かされる。その女性は地獄の罪人たちに「恐怖の女」として恐れられているメス鬼・桃鬼モナカだった。人々に怖がれる自分が悲しいと言ったモナカに対して太郎は「でも何を恐れられてるの？むしろかわいいと思うけど…」と発言したところ、嘘ではないかと疑ったモナカは太郎の胸ぐらを掴んで問い正そうとしたところ、バランスを崩して、倒れた拍子に太郎とモナカはキスをしてしまう。モナカに名前を聞かれた太郎だが、モナカが桃太郎によってオス鬼が全滅させられたことを恨んでいて、その子孫も恨んでいるため、もし自分が桃太郎の子孫だとバレたら殺されると思った太郎はとっさに「もちたろう（以降、もち）」と名乗った。キスがきっかけで太郎はモナカに好意を抱かれ（強制的に）彼氏にされてしまい、現世の体が目覚めるまで正体を隠し続けながら地獄での生活を送ることになった。

## 登場人物

### 地獄
桃 太郎（もも たろう）/もちたろう
本作の主人公で桃太郎の子孫（以降、もち）。誕生日：3月21日、血液型：A型、HP：100。
電柱に頭をぶつけて地獄に落ちてしまう。そこで出会ったメス鬼・桃鬼モナカと成り行きで恋人になってしまう。桃太郎一族を恨んでいるモナカに正体を隠すために『もちたろう』と名乗っている。現世の肉体は生きていて、魂だけが地獄にある半死の罪人。ワラビ曰く、鬼の素質があるらしく、シティハイツ獄長に住むことになる。鬼として罪人を罰するために黒鬼しることして女装することもしばしば。
黒鬼しるこ（くろおに しるこ）
弱い鬼が嫌いなモナカに刻まれないよう、強くなる（罪人を罰する）ためにもちが女装した姿。
命名はあんみつ。

桃鬼モナカ（ももおに モナカ）
鋸解地獄獄長。誕生日：3月3日、血液型：O型、HP：測定不能。
厳しい罰を与えるため罪人たちからは「恐怖の女」と恐れられている。しかし、それは罪人のことを思うが故の行動である。初対面でも怖がらず逃げなかったもちを気に入り、彼氏にする。
白鬼ワラビ（しろおに ワラビ）
無間地獄獄長兼、八大地獄獄長たちのリーダー。誕生日：2月3日、血液型：AB型、HP：1。
白鬼の家系は代々、一本角でエリートなのだが、昔モナカに角を折られたせいで本来の力が発揮できていない。サプリメントを飲まないと調子が出ないと言っているが、調子が良くても大して強くない。もちよりも弱いと思われる。その出来損ないぶりから『ポンコツ』と呼ばれることも。
緑鬼ヨモギ（みどりおに ヨモギ）
毒沼地獄獄長。地獄の技術開発担当。誕生日：10月9日、血液型：B型、HP：27000。
地獄で、もちが半死状態だと知っている数少ない存在。自室はラボも兼ねている。
青鬼ミゾレ（あおおに ミゾレ）
寒氷地獄獄長。誕生日：12月25日、血液型：B型、HP：69000。
幼児期、友達を作るのことが苦手で1人もいなかったが、モナカに「いつでも、友達になってやるぞ」と上から目線ながらも優しい言葉をかけられ、嬉しさのあまりモナカを追い掛け回すようになる。青鬼は力を使うと周りの温度を下げる特徴がある。
赤鬼くずゆ（あかおに くずゆ）
火炎地獄獄長。誕生日：6月21日、血液型：A型、HP：-1×69000。
くずゆのテンションで地獄の温度は左右される。赤鬼の家系は元々情熱的な性格であったが、くずゆはここ数年で超ネガティブ思考になってしまい地獄全体の温度が下がってきている。もちにイライラすることをしてもらい、怒りでテンションを上げている。戒技は「ねむる」を覚えた際に上書きされ忘れた。
黄鬼あんみつ（きおに あんみつ）
針山地獄獄長。誕生日：8月8日、血液型：B型、HP：88888。
三度の飯より他人の不幸が好きな鬼。頭の髪飾りからハチ（?）が出てくる。もちが女装した姿・黒鬼しるこの発案者。自分の部屋を覗かれるのが嫌いで、仲間たちにも話せないことがあるようだ。
桃鬼アズキ（ももおに アズキ）
抜舌地獄獄長。誕生日：7月29日、血液型：AB型、HP：99998。
椿とモナカの妹で、オスとウソが大嫌い。オスを嫌う理由は約束も守れない口先だけの存在だと思っているから。モナカに彼氏が出来たことを本当か確かめにくるが、変装したもち（しるこ）と仲良くなる。
キナコ
八大地獄の内、鋸解、無間、毒沼、寒氷、火炎、針山、抜舌 以外の残りの地獄の獄長。
閻魔（えんま）
鬼たちは毎月、罪人を罰した量、罪人の極悪レベルに応じて閻魔から個人口座に給料が振込まれる。モンスター討伐でも給料が発生する。
クロミツ
地蔵菩薩で、閻魔の側近。
モミジ
地蔵菩薩で、閻魔の側近。
茶鬼チョコ（ちゃおに チョコ）
鋸解地獄副長。
藍鬼クッキー（あいおに クッキー）
鋸解地獄第3席。HP：1900。
空鬼ミルク（そらおに ミルク）
無間地獄副長。オニキュアのキュアパンティー役。
栗鬼マロン（くりおに マロン）
無間地獄第3席。オニキュアのキュアブラジャー役 。
鶸鬼パイ（ひわおに パイ）
毒沼地獄副長。お尻から角が生えている。
クリーム
寒氷地獄に所属。ミゾレの部下。
シャーベット
寒氷地獄に所属。ミゾレの部下。
桃鬼椿（ももおにつばき）
モナカとアズキの兄。鈴鹿が地獄にいた際に恋人関係であった。
鈴鹿御膳（すずかごぜん）
おとぎ話「鈴鹿の草子」の主人公。もちと同じように、半死の罪人。既に、現世に帰っている。地獄にいたころは、椿の恋人だったが、現世では幽霊として片山神社に取り憑いている。
緑鬼ササ（みどりおにササ）
ヨモギの母。
罪人（ざいにん）
現世で悪さをして、地獄に堕ちて来た人たち。そこら辺にいる罪人はオスばかり。メスの罪人たちは全て抜舌地獄に収容されている。オスの罪人のほとんどが、鬼たちにお仕置きされるのが嬉しい変態。

### 現世
桃 生美（もも きび）
もちの妹。もちを半死の状態で地獄送りにした張本人。
桜去花菜（さくらざりかな）
もちと生美の幼馴染。誕生日：5月7日、血液型：A型、HP：877。
サル神社の娘で、サルの巫女。昔のサルの巫女とそっくり。名前は「かな」だが、生美からは「ばなな」と呼ばれて嫌がっている。
犬養ころな（いぬかいころな）
もちと生美の幼馴染。誕生日：1月1日、血液型：B型、HP：567。
イヌ神社の娘で、イヌの巫女。昔のイヌの巫女とそっくり。
酉庭ほろろ（とりにわ ほろろ）
もちと生美の幼馴染。生美とは同級生。誕生日：10月25日、血液型：AB型、HP：555。
キジ神社の娘で、キジの巫女。昔のキジの巫女にそっくり。もちに想いを寄せている。
たけし
店番サボって、かあちゃんに「地獄に落ちて、鬼にしぼられちまいな」と怒られていた少年。
かあちゃん
たけしの母。
物理の先生
もちが現世で通う学校の物理の先生。もちに次の日の物理の実験の準備を手伝うよう頼んでいた。
クラスメイトの女子
デートを理由に、もちに日直を代わってもらった学校のクラスメイトの女の子。

### その他
安置・キリン君（あんち・キリンくん）
ヨモギの発明品。引越しに使う。現世で有名だった引越し業者の魂をコピーしてつくられた。
イカにも触手君（イカにもしょくしゅくん）
ヨモギの発明品。HP：931。
オナゴに巻きつくのが大好きで、触手攻撃をしてくる。
幻獣神ばはむーちょ（げんじゅうしんばはむーちょ）
女を喰うのが大好きなモンスター。かなりの変態。男は毒らしい。
害獣もちたろう（がいじゅうもちたろう）
アズキからもちを守るために作られたヨモギの発明品。触手君と同じ構造。HP：931。
スライム
2巻15冊突破記念のために作られた鶸鬼パイの発明品。放っておくと分裂して大変なことになるが、鬼の古い角質が餌であるため巻きつかれると、肌が綺麗になる。
とりもっつぁん
ヨモギの発明品。餅のモンスター（？）。販促部23粒目で失態を犯したもちへのおしおきとして登場。興奮すればするほど身体にとろみが増すらしい。

## 舞台

### 地獄（舞台）
現世で悪さをした人たちは、地獄に堕ちて罪人として鬼から罰せられる。しかし、オス鬼が全滅しているため昔ほど怖くなく、むしろ罪人たちは喜んでいる様子。
鬼門
地獄と現世を行き来することができる門。三宝剣により封印されているが、ほろろが顕明連を折ってしまったため、封印が解けている。
また、生身（死人または半死でない）の人間が地獄に7日以上いると地獄の瘴気で肉体が溶け始める。
奈落銀行
鬼たちが利用する銀行。地獄刑務階層支店の存在が確認されている。
マコム
貸金業者。利息は1日毎に50％。

#### 刑務階層
八大地獄で形成されていて、罪人たちが罪を償う階層。
八大地獄
鋸解地獄
モナカが獄長をしている地獄。副長はチョコ、第3席はクッキー。
無間地獄
ワラビが獄長をしている地獄。副長はミルク、第3席はマロン。
毒沼地獄
ヨモギが獄長をしている地獄。副長はパイ。
寒氷地獄
ミゾレが獄長をしている地獄。
火炎地獄
くずゆが獄長をしている地獄。
針山地獄
あんみつが獄長をしている地獄。
抜舌地獄
アズキが獄長をしている地獄。メスの罪人は全員ここに収容されている。

その他の施設
シティハイツ獄長
獄長たち（一部を除く）が住んでいる屋敷。もちもここに住んでいる。

#### 文明階層
元々罪の軽い罪人や刑務階層で罪が軽くなった罪人たちが罪を償う階層。
街
浮かれた鬼たちが集まるおしゃれな場所。現世でいう竹下通り。
MOEN
アズキが気に入っているブランドショップ。もちがモナカにプレゼントとして服を買った。

### 現世（舞台）
学校
もちが現世で通っている学校。
病院
半死状態のもちが入院している。生美と生美の友だちがお見舞いに来ていた。

## 設定

### 戒具
魔鋸ライクザリッパー（まきょライクザリッパー）
モナカの戒具。
賽の風車（さいのふうしゃ）
モナカの戒具。元々は兄・椿のもので、形見として持っている。
無限刃（むげんやいば）
ワラビの戒具。ワラビがポンコツなので重くて振るどころかまともに持つこともできない。
シュレディンガーのメス
ヨモギの戒具。
ペンギンさん（そり）
ミゾレの戒具。
おまるさん（そり）
ミゾレの戒具。
ビー・ファミリア
あんみつの戒具。
コズミックローズ
アズキの戒具。

### 戒技
彼岸冥帝鋸空斬（ひがんめいていきょくうざん）
モナカの戒技。
彼岸－虹－（ひがんにじ）
ワラビの戒技。
昇天拳（しょうてんきょ）
ワラビの戒技。
彼岸開発召喚（ひがんかいはつしょうかん）
ヨモギの戒技。
彼岸ブリザードアクセル（ひがんブリザードアクセル）
ミゾレの戒技。
彼岸ミリオン・セッション（ひがんミリオン・セッション）
あんみつの戒技。
彼岸バーティカル・リーズニング（ひがんバーティカル・リーズニング）
アズキの戒技。

### 三宝剣
三宝剣によって地獄と現世とを行き来することが出来る門・鬼門を封印している。三宝剣に宿る神通力は現世の技術ではなく、地獄でクッキー（幼少期）によって付加された。エンチャント料金は3本で90万円。また、宝剣を壊すことをできるのは巫女の血縁のみ。
小通連（しょうとうれん）
猿神社に収められている。
大通連（だいとうれん）
犬神社に収められている。
顕明連（けんみょうれん）
キジ神社に収められている。ほろろが折ってしまったことにより、鬼門の封印が解けた。

## 書誌情報
- 近江のこ『おにゃのこ』小学館〈少年サンデーコミックス〉、全4巻
  1. 2012年9月23日初版発行（2012年9月18日発売[3]）、ISBN 978-4-09-123829-0 - 収録話：1粒目-6粒目[注 1]
  2. 2013年3月23日初版発行（2013年3月18日発売[4]）、ISBN 978-4-09-124202-0 - 収録話：7粒目-15粒目
  3. 2013年7月23日初版発行（2013年7月18日発売[5]）、ISBN 978-4-09-124349-2 - 収録話：16粒目-25粒目
  4. 2014年3月23日初版発行（2014年3月18日発売[6]）、ISBN 978-4-09-124587-8 - 収録話：26粒目-34粒目

### 特典・備考
- 第1巻の発売時からアニメグッズ専門店（代表はアニメイトとゲーマーズととらのあな）などで、各巻各店によって違う購入特典が付いている。
- 第1巻の店舗特典を集めた数に応じて、フルカラーコミックやサイン色紙などが貰える企画が実施された。
- 第1巻初版本の帯についている応募券で1粒目のフルカラーコミックが259名にプレゼントされる企画が実施された。
- 第2巻初版本の帯を数枚集めて応募するとポスターなどが貰える「おにゃのこ宣伝地獄」が実施された。
- 第2巻初版本の帯についている応募券でモナカ、ワラビ、ヨモギ、ミゾレ、くずゆ、あんみつ、しるこの生着替えサイン色紙が各キャラ1名に抽選で当たる企画が実施された。